# Drosophila whartonae
Drosophila whartonae är en tvåvingeart som beskrevs av Pipkin och Heed 1964. Drosophila whartonae ingår i släktet Drosophila och familjen daggflugor.
Artens utbredningsområde är Panama.